# اسب یون‌نان
اسب یون‌نان (نام علمی: Equus yunnanensis) نام یک گونه از سرده اسب‌ها است.